# Центральное статистическое бюро (Нидерланды)

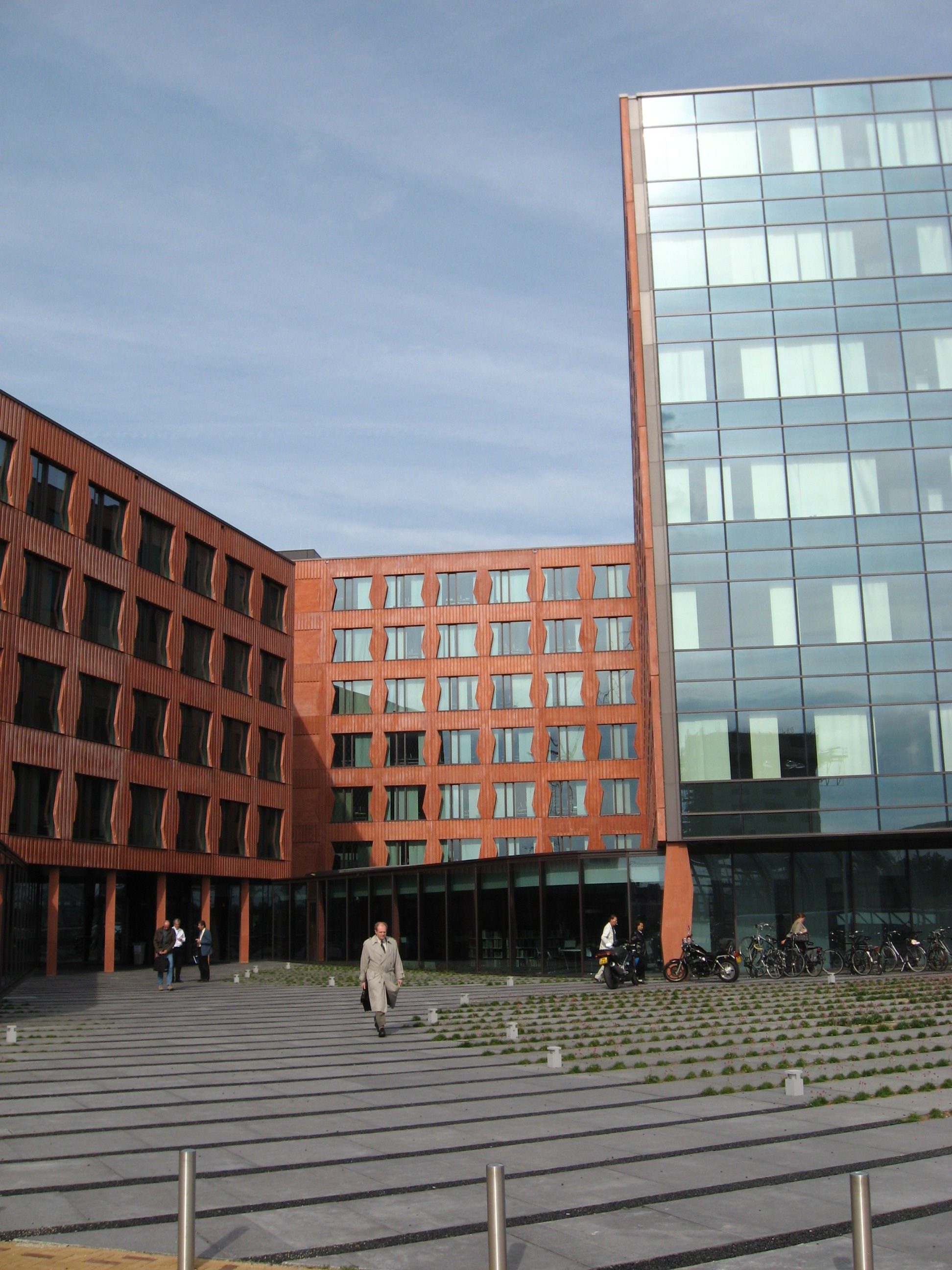
Офис бюро в Гааге

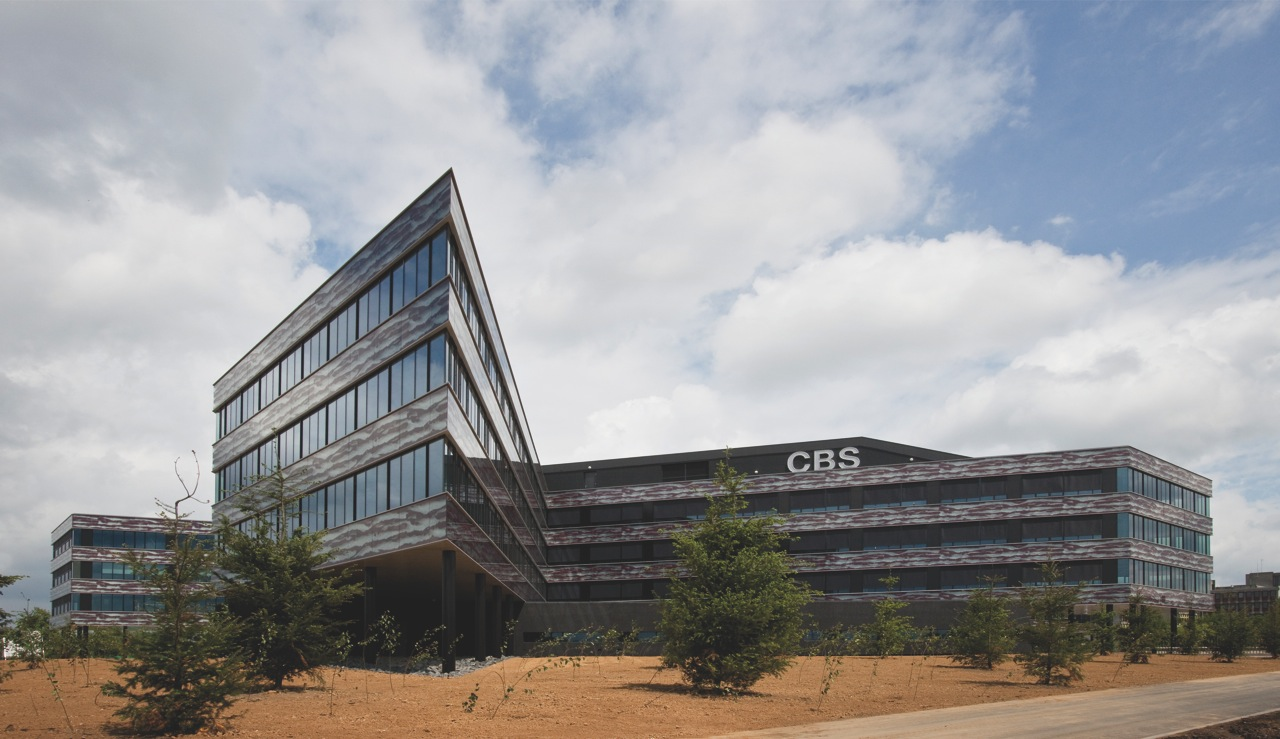
Офис бюро в Херлене

Центральное статистическое бюро (нидерл. Centraal Bureau voor de Statistiek (CBS)) — государственное учреждение в Нидерландах, которое основано в 1899 году и собирает статистическую информацию.
Являлось департаментом министерства экономики и находится в Гааге и Херлене. С 3 января 2004 года бюро стало кванго — правительственной, но независимой от государства (квази-автономной) некоммерческой организацией.
Бюро собирает статистическую информацию о:
- экономическом росте
- потребительских ценах
- доходах лиц и домашних хозяйств
- количестве населения
- безработице.

Программа бюро ратифицируется Центральной комиссией по статистике. Эта независимая комиссия гарантирует беспристрастность, независимость, качество, актуальность и непрерывность работы бюро в соответствии с Законом о Центральном статистическом бюро 1996 года.